# Brachionus pseudonilsoni
Brachionus pseudonilsoni är en hjuldjursart som beskrevs av Fusa Sudzuki H. 1992. Brachionus pseudonilsoni ingår i släktet Brachionus och familjen Brachionidae. Inga underarter finns listade i Catalogue of Life.